# Жакоб Паліс
Жакоб Паліс-молодший (порт. Jacob Palis Junior; 15 березня 1940, Убераба, Мінас-Жерайс — 7 травня 2025, Ріо-де-Жанейро) — бразильський математик і професор. Наукові інтереси переважно зосереджувались на динамічних системах і диференціальних рівняннях. Серед інших тем — глобальна стабільність і гіперболічність, біфуркації, атрактори та хаотичні системи.

## Біографія
Народився в Уберабі, Мінас-Жерайс в сім'ї сирійського іммігранта, а мама мала ліванське походження. У подружжя було вісім дітей (п'ятеро хлопців і три дівчинки), і Жакоб був наймолодшим. Його батько володів великим магазином, підтримував і фінансував навчання своїх дітей. Паліс сказав, що він вже в дитинстві захоплювався математикою.
У 16 років переїхав до Ріо-де-Жанейро, щоб вступити в Університет Бразилії на інженерний факультет. За результатом вступних іспитів посів перше місце, але його не зарахували в університет через вікові обмеження. За рік знову склав вступний іспит до університету, посівши перше місце. Закінчив курс 1962 року з відзнакою й отримав нагороду як найкращий студент.
1964 року переїхав до США. 1966 ророку здобув ступінь магістра математики під керівництвом Стівена Смейла в Каліфорнійському університеті в Берклі, а 1968 року захистив докторську дисертацію на тему «Про дифеоморфізми Морса-Смейла», знову ж таки під керівництвом Смейла.
1968 року повернувся до Бразилії та став дослідником у Національному інституті чистої та прикладної математики у Ріо-де-Жанейро, Бразилія. З 1973 року обіймав в інституті постійну посаду професора і був директором з 1993 по 2003 рік. Був генеральним секретарем Всесвітньої академії наук з 2004 по 2006 рік, а 2006 року обраний її президентом й обіймав цю посаду до грудня 2012 року. З 1999 по 2002 рік також був президентом Міжнародного математичного союзу. Був президентом Бразильської академії наук з 2007 по 2016 рік. Паліс був науковим керівником понад сорока аспірантів з більш ніж десяти країн, зокрема Артура Оскара Лопеса, Рікардо Маньє, Велінгтона де Мело, Карлоса Густаво Морейру, Енріке Пухальса та Марсело Віану.

## Смерть
Помер 7 травня 2025 року в лікарні Ріо-де-Жанейро у 85 років. Перебував у лікарні з березня. Причину смерті не оприлюднювали.

## Нагороди та відзнаки
Був іноземним членом кількох академій наук, зокрема Національної академії наук США, Французької академії наук, Німецької національної академії наук Леопольдіни, Національної академії дей-Лінчей. 2005 року нагороджений орденом Почесного легіону.
Був членом Норвезької академії наук. 2010 року нагороджений премією Бальцана за фундаментальний внесок у математичну теорію динамічних систем, яка стала основою для багатьох застосувань у різних наукових дисциплінах, як-от вивчення коливань. 1988 року став лавреатом премії TWAS.

## Вибіркові публікації
- On Morse-Smale Dynamical Systems, Topology 19, 1969 (385—405). doi:10.1016/0040-9383(69)90024-X
- Structural Stability Theorems, with S. Smale, Proceedings of the Institute on Global Analysis, American Math. Society, Vol. XIV, 1970 (223—232).
- Cycles and Bifurcations Theory, with S. Newhouse, Asterisque 31, Société Mathématique de France, 1976 (44–140).
- The Topology of Holomorphic Flows near a Singularity, with C. Camacho and N. Kuiper, Publications Math.Institut Hautes Études Scientifiques 48, 1978 (5–38).
- Moduli of Stability and Bifurcation Theory, Proceedings of the International Congress of Mathematicians, Helsinki, 1978 (835—839).
- Stability of Parameterized Families of Gradient Vector Fields, with F. Takens, Annals of Mathematics 118, 1983 (383—421). doi:10.2307/2006976doi:10.2307/2006976
- Cycles and Measure of Bifurcation Sets for Two-Dimensional Diffeomorphisms, with F. Takens, Inventiones Mathematicae 82, 1985 (397—422). doi:10.1007/BF01388862doi:10.1007/BF01388862
- Homoclinic Orbits, Hyperbolic Dynamic and Fractional Dimensions of Cantor Sets (Lefschetz Centennial Conference) Contemporary Mathematics — American Mathematical Society, 58, 1987 (203—216).
- Hyperbolicity and Creation of Homoclinic Orbits, with F.Takens, Annals of Mathematics 125, 1987 (337—374). doi:10.2307/1971313doi:10.2307/1971313
- On the C1 Omega-Stability Conjecture, Publications Math. Institut Hautes Études Scientifiques, 66, 1988 (210—215).
- Bifurcations and Global Stability of Two-Parameter Families of Gradient Vector Fields with M. J. Carneiro, Publications Math. Institut Hautes Études Scientifiques 70, 1990 (103—168).
- «Homoclinic Tangencies for Hyperbolic Sets of Large Hausdorff Dimension», with J. C. Yoccoz, Acta Mathematica 172, 1994, pp. 91–136.
- High Dimension Diffeomorphisms Displaying Infinitely Many Sinks, with M. Viana, Annals of Mathematics 140, 1994 (207—250). doi:10.2307/2118546doi:10.2307/2118546
- A Global View of Dynamics and a Conjecture on the Denseness of Finitude of Attractors. Astérisque. France:, v. 261, pp. 339–351, 2000.
- Homoclinic tangencies and fractal invariants in arbitrary dimension, with C. Moreira and M. Viana, C R Ac Sc Paris., 2001. doi:10.1016/S0764-4442(01)02085-7doi:10.1016/S0764-4442(01)02085-7
- Nonuniformily hyperbolic horseshoes unleashed by homoclinic bifurcations and zero density of attractors, with J.-C. Yoccoz, C R Ac Sc Paris., 2001.doi:10.1016/S0764-4442(01)02139-5

Книги
- Geometric Theory of Dynamical Systems, with W. de Melo. Springer-Verlag, 1982; also published in Portuguese, Russian and Chinese.
- Hyperbolicity and Sensitive-Chaotic Dynamics at Homoclinic Bifurcations, Fractal Dimensions and Infinitely Many Attractors, with F. Takens. Cambridge Univ. Press, 1993; Second Edition, 1994.